# Mario Canaro
Mario Carmelo Canaro (Buenos Aires, 14 de mayo de 1903 – 19 de junio de 1974) fue un músico argentino destacado en el ámbito del tango como violinista, bandoneonista, contrabajista y compositor. Fue el menor de la reconocida familia Canaro, una dinastía fundamental en la historia del tango rioplatense.

## Biografía
Nacido en el barrio porteño de San Cristóbal, Mario se formó musicalmente junto a sus hermanos mayores, especialmente Francisco Canaro, una de las figuras más influyentes del tango. En 1927, viajó a Francia con Francisco y perfeccionó sus estudios en el Conservatorio Bruselas de París, donde se especializó en varios instrumentos.
A lo largo de su carrera, integró diversas formaciones musicales y colaboró con las orquestas de sus hermanos Francisco, Rafael, Juan y Humberto. Su versatilidad instrumental le permitió desempeñarse en cabarés, cines, teatros, radios y bailes populares. Tras el fallecimiento de Francisco, asumió la dirección del Quinteto Pirincho, agrupación creada por su hermano.

## Obra musical
Mario Canaro compuso numerosas piezas, destacándose el tango Quiero verte una vez más, con letra de José María Contursi. Originalmente titulado Viejo gaucho, fue compuesto en París en 1930 y posteriormente adaptado por Contursi, convirtiéndose en una de las obras más populares del repertorio tanguero. Este tango fue interpretado por artistas como Libertad Lamarque, Francisco Canaro, Osvaldo Pugliese y Miguel Caló, entre otros.
Otras composiciones notables de Mario incluyen Así es el mundo (1924), considerado uno de los primeros tangos con estribillista, y Oigo tu voz, con letra de Francisco García Jiménez, interpretado por orquestas como las de Ricardo Tanturi y Lucio Demare.